# Regionalratswahlen in Namibia 2010
Die Regionalratswahlen in Namibia 2010 fanden am 26. und 27. November 2010 parallel zu den Kommunalwahlen statt, nachdem eine Verschiebung von 2009 auf 2010 verabschiedet wurde. Alle Amtsinhaber blieben bis dahin automatisch im Amt. Es wurden die Regionalräte in den 13 Regionen von Namibia gewählt.

## Wahlablauf

### Wählerregistrierung
Die Wählerregistrierung fand mit Hilfe von 3500 Wahlhelfern zwischen dem 23. August und 6. September 2010 statt. Hierbei registrierten sich knapp 1.180.925 Wähler.

### Wahltage
An den beiden Wahltagen waren alle 3349 Wahllokale von 9 Uhr bis 21 Uhr geöffnet. In ihnen halfen 12.000 Wahlhelfer. Es standen 10 Parteien sowie sechs Bürgerbewegungen (englisch Residents Association) und sechs unabhängige Kandidaten zur Wahl.
Unmittelbar nach Schließung der Wahllokale begann die Auszählung der Stimmen. In jedem Wahlbezirk wurden diese zur Verifizierung in Verifizierungsbüros gebracht.
Die Wahl wurde von der Nationalen Gesellschaft für Menschenrechte (NGfM) und dem Dachverband Namibischer Zivilverbände (NANGOF) überwacht.

## Regionalratswahlen
Landesweit wurde in 106 der 107 Wahlkreise in den 13 Regionen neu gewählt. In einem Wahlkreis trat nur ein Kandidat an, der automatisch damit als gewählt gilt.
Die Wahlbeteiligung war die niedrigste seit Bestehen der Regionalratswahlen. Nur 38,63 % der registrierten Wähler gingen zur Wahl.
Die SWAPO ging abermals als Sieger der Wahlen hervor und gewann 98 der 107 Wahlkreise.
Quelle: Offizielles Wahlergebnis Region Caprivi, Allgemeine Zeitung, 30. November 2010
| Partei                                        | Teilgenommene Kandidaten | Stimmen | Gewonnene Wahlkreise |
| --------------------------------------------- | ------------------------ | ------- | -------------------- |
| SWAPO                                         | 107                      | 349.534 | 98                   |
| National Unity Democratic Organisation (NUDO) | 013                      | 011.410 | 03                   |
| United Democratic Front of Namibia (UDF)      | 08                       | 09.996  | 03                   |
| Democratic Turnhalle Alliance (DTA)           | 029                      | 011.810 | 02                   |
| Rally for Democracy and Progress (RDP)        | 102                      | 042.192 | 01                   |
| All People’s Party (APP)                      | 016                      | 05.889  | –                    |
| Congress of Democrats (COD)                   | 033                      | 02.787  | –                    |
| United People’s Movement (UPM)                | 04                       | 01.677  | –                    |
| SWANU of Namibia (SWANU)                      | 013                      | 01.634  | –                    |
| Democratic Party of Namibia (DPN)             | 05                       | 01.377  | –                    |
| Unabhängige Kandidaten                        | 06                       | 01.075  | –                    |
| Insgesamt (Wahlbeteiligung 38,63 %)           | 336                      | 439.381 | 107                  |

Folgende Parteien stellten keine Kandidaten für die Regionalratswahl auf: 
- Communist Party of Namibia (CP)
- Monitor Aksiegroep (MAG)
- Namibia Democratic Movement for Change (NamDMC)
- National Democratic Party (NDP)
- Republican Party (RP)

### Caprivi
Wahlbeteiligung: 37,51 %
| Partei                 | Teilgenommene Kandidaten | Stimmen | Gewonnene Wahlkreise |
| ---------------------- | ------------------------ | ------- | -------------------- |
| SWAPO                  | 6                        | 12.646  | 6                    |
| RDP                    | 6                        | 2.756   | –                    |
| DTA                    | 5                        | 265     | –                    |
| APP                    | 2                        | 68      | –                    |
| NUDO                   | 1                        | 6       | –                    |
| Unabhängige Kandidaten | 1                        | 78      | –                    |
| Ungültig Stimmen       |                          | 108     |                      |
| Gesamt                 | 21                       | 15.927  | 6                    |

### Erongo
Wahlbeteiligung: 31,44 %
| Partei            | Teilgenommene Kandidaten | Stimmen | Gewonnene Wahlkreise |
| ----------------- | ------------------------ | ------- | -------------------- |
| SWAPO             | 7                        | 18.670  | 7                    |
| RDP               | 6                        | 5.095   | –                    |
| UDF               | 4                        | 4.265   | –                    |
| NUDO              | 1                        | 207     | –                    |
| COD               | 1                        | 96      | –                    |
| Ungültige Stimmen |                          | 431     |                      |
| Gesamt            | 19                       | 28.764  | 7                    |

### Hardap
Wahlbeteiligung: 33,81 %
| Partei                 | Teilgenommene Kandidaten | Stimmen | Gewonnene Wahlkreise |
| ---------------------- | ------------------------ | ------- | -------------------- |
| SWAPO                  | 6                        | 9.034   | 6                    |
| RDP                    | 6                        | 2.389   | –                    |
| UPM                    | 3                        | 1.645   | –                    |
| DPN                    | 2                        | 346     | –                    |
| DTA                    | 1                        | 527     | –                    |
| Unabhängige Kandidaten | 3                        | 863     | –                    |
| Ungültige Stimmen      |                          | 329     |                      |
| Gesamt                 | 21                       | 15.133  | 6                    |

### Karas
Wahlbeteiligung: 32,14 %
| Partei   | Teilgenommene Kandidaten | Stimmen | Gewonnene Wahlkreise |
| -------- | ------------------------ | ------- | -------------------- |
| SWAPO    | 6                        | 10.157  | 7                    |
| RDP      | 6                        | 3.732   | –                    |
| DTA      | 3                        | 1.030   | –                    |
| DPN      | 3                        | 1.031   | –                    |
| COD      | 2                        | 214     | –                    |
| ungültig |                          | 174     |                      |
| Gesamt   | 20                       | 16.698  | 6                    |

### Kavango
Wahlbeteiligung: 31,72 %
| Partei            | Teilgenommene Kandidaten | Stimmen | Gewonnene Wahlkreise |
| ----------------- | ------------------------ | ------- | -------------------- |
| SWAPO             | 9                        | 21.123  | 9                    |
| RDP               | 9                        | 1.199   | –                    |
| APP               | 9                        | 5.416   | –                    |
| DTA               | 3                        | 635     | –                    |
| Ungültige Stimmen |                          | 390     |                      |
| Gesamt            | 30                       | 28.763  | 9                    |

### Khomas
Wahlbeteiligung: 23,74 %
| Partei            | Teilgenommene Kandidaten | Stimmen | Gewonnene Wahlkreise |
| ----------------- | ------------------------ | ------- | -------------------- |
| SWAPO             | 10                       | 34.143  | 9                    |
| RDP               | 10                       | 9.160   | 1                    |
| COD               | 6                        | 821     | –                    |
| APP               | 5                        | 405     | –                    |
| DTA               | 2                        | 569     | –                    |
| SWANU             | 2                        | 160     | –                    |
| NUDO              | 1                        | 553     | –                    |
| UPM               | 1                        | 32      | –                    |
| Ungültige Stimmen |                          | 399     |                      |
| Gesamt            | 37                       | 46.242  | 10                   |

### Kunene
Wahlbeteiligung: 47,47 %
| Partei                 | Teilgenommene Kandidaten | Stimmen | Gewonnene Wahlkreise |
| ---------------------- | ------------------------ | ------- | -------------------- |
| SWAPO                  | 6                        | 9.704   | 1                    |
| RDP                    | 6                        | 1.065   | –                    |
| UDF                    | 4                        | 5.731   | 3                    |
| DTA                    | 2'                       | 5.278   | 2                    |
| SWANU                  | 2                        | 47      | –                    |
| NUDO                   | 1                        | 1.159   | –                    |
| unabhängige Kandidaten | 1                        | 314     | –                    |
| Ungültige Stimmen      |                          | 205     |                      |
| Gesamt                 | 22                       | 23.503  | 6                    |

### Ohangwena
Wahlbeteiligung: 52,68 %
| Partei            | Teilgenommene Kandidaten | Stimmen | Gewonnene Wahlkreise |
| ----------------- | ------------------------ | ------- | -------------------- |
| SWAPO             | 11                       | 61.101  | 11                   |
| RDP               | 11                       | 4.959   | –                    |
| COD               | 7                        | 148     | –                    |
| Ungültige Stimmen |                          | 271     |                      |
| Gesamt            | 29                       | 66.479  | 11                   |

### Omaheke
Wahlbeteiligung: 42,23 %
| Partei                 | Teilgenommene Kandidaten | Stimmen | Gewonnene Wahlkreise |
| ---------------------- | ------------------------ | ------- | -------------------- |
| SWAPO                  | 7                        | 8.959   | 5                    |
| NUDO                   | 5                        | 4.222   | 2                    |
| DTA                    | 7                        | 1.695   | –                    |
| RDP                    | 6                        | 2.114   | –                    |
| SWANU                  | 5                        | 1.040   | –                    |
| Unabhängige Kandidaten | 2                        | 683     | –                    |
| Ungültige Stimmen      |                          | 207     |                      |
| Gesamt                 | 32                       | 18.920  | 7                    |

### Omusati
Wahlbeteiligung: 50,93 %
| Partei            | Teilgenommene Kandidaten | Stimmen | Gewonnene Wahlkreise |
| ----------------- | ------------------------ | ------- | -------------------- |
| SWAPO             | 12                       | 62.322  | 12                   |
| RDP               | 11                       | 798     | –                    |
| COD               | 5                        | 72      | –                    |
| Ungültige Stimmen |                          | 380     |                      |
| Gesamt            | 28                       | 63.572  | 12                   |

### Oshana
Wahlbeteiligung: 46,49 %
| Partei            | Teilgenommene Kandidaten | Stimmen | Gewonnene Wahlkreise |
| ----------------- | ------------------------ | ------- | -------------------- |
| SWAPO             | 10                       | 45.073  | 10                   |
| RDP               | 10                       | 2.059   | –                    |
| COD               | 6                        | 1.214   | –                    |
| DTA               | 3                        | 259     | –                    |
| SWANU             | 2                        | 38      | –                    |
| Ungültige Stimmen |                          | 382     |                      |
| Gesamt            | 31                       | 49.025  | 10                   |

### Oshikoto
Wahlbeteiligung: 45,83 %
| Partei            | Teilgenommene Kandidaten | Stimmen | Gewonnene Wahlkreise |
| ----------------- | ------------------------ | ------- | -------------------- |
| SWAPO             | 10                       | 41.004  | 10                   |
| RDP               | 8                        | 1.650   | 0                    |
| COD               | 6                        | 222     | 0                    |
| Ungültige Stimmen |                          | 341     |                      |
| Gesamt            | 24                       | 43.217  | 10                   |

### Otjozondjupa
Wahlbeteiligung: 33,60 %
| Partei            | Teilgenommene Kandidaten | Stimmen | Gewonnene Wahlkreise |
| ----------------- | ------------------------ | ------- | -------------------- |
| SWAPO             | 7                        | 14.968  | 6                    |
| NUDO              | 4                        | 5.263   | 1                    |
| RDP               | 7                        | 5.216   | –                    |
| DTA               | 3                        | 1.552   | –                    |
| SWANU             | 2                        | 349     | –                    |
| Ungültige Stimmen |                          | 411     |                      |
| Gesamt            | 32                       | 27.759  | 7                    |